# Вейденбах, Иоганнес
Иоганнес Георг Трауготт Вейденбах (нем. Johannes Georg Traugott Weidenbach; 29 ноября 1847, Берлин — 28 июня 1902, Лейпциг) — немецкий пианист и музыкальный педагог. Брат архитектора Георга Вейденбаха.
Родился в семье учителя. Окончил гимназию в Дрездене, в 1869—1871 гг. учился в Лейпцигской консерватории. С 1873 г. преподавал там же, среди его учеников Карл Вендлинг, Вильгельм Бопп, Станислав Экснер, Констанца Эрбичану, Иоганн Левальтер. Известен своим афоризмом о том, что американские пианисты (во множестве приезжавшие учиться в Лейпциг) напоминают ему «больших пауков, бегающих по клавишам».
Концертировал в Лейпциге и других германских городах, преимущественно как ансамблист, в том числе с Хансом Зиттом.
Вейденбаху посвящена Соната-фантазия Op.31 Адольфа Рутхардта (1888).